# 조선왕조 궁중음식
조선왕조 궁중음식(朝鮮王朝宮中飮食)은 조선시대 궁궐에서 차리던 음식으로 전통적인 한국 음식을 대표한다. 1970년 12월 30일 대한민국의 국가무형문화재 제38호로 지정되었다.

## 개요
조선왕조 궁중음식은 고려왕조의 전통을 이어 온 조선시대 궁궐에서 차리던 음식으로 전통적인 한국음식을 대표한다.
궁중에서의 일상식은 아침과 저녁의 수라상(임금이 드시는 진지상)과 이른 아침의 초조반상(初朝飯床), 점심의 낮것상의 네 차례 식사로 나뉜다. 탕약을 드시지 않는 날에는 이른 아침(7시이전)에 죽과 마른찬을 차린 초조반상을 마련한다. 아침과 저녁의 수라상은 12가지 반찬이 올라가는 12첩 반상차림으로, 원반과 곁반, 전골상의 3상으로 구성되어 있다. 밥은 흰쌀밥과 팥밥 두가지와 육류, 채소류, 해물류의 다양한 재료로 여러 가지 조리법을 고르게 활용하여 반찬을 마련하고, 김치류와 장류 등을 차린다. 점심상이나 간단한 손님상은 국수 등의 면상으로 차린다. 왕과 왕비의 생신, 회갑, 세자책봉 등 왕족의 경사 때와 외국사신을 맞이할 때에는 연회식을 차린다.
조선왕조 궁중음식의 주식류는 수라, 죽, 응이, 면, 만두류가 있다. 반찬류에는 탕, 조치, 찜, 선, 전골, 볶음, 구이, 적, 전유화, 편육, 숙채, 생채류, 겨자채, 구절판, 전복초, 홍합초, 장라조리개, 육포, 족편, 육회, 어회, 숙회, 쌈, 어채, 김치류, 장류가 있다. 병과류에는 각색편, 각색단자, 두텁떡, 화전, 인절미, 약식, 주악, 각색정과, 다식, 과편, 약과, 강정, 숙실과(밤, 대추, 율란, 조란, 강란)이 있다. 화채류에는 청면, 화면, 오미자화채, 식혜, 수정과, 배숙, 수단이 있다.
궁중의 식생활은 『경국대전』, 『조선왕조실록』, 각종 『진연의궤』, 『진작의궤』, 『궁중음식발기』등에 기록해 놓은 그릇, 조리기구, 상차림 구성법, 음식이름과 음식의 재료 등을 통해 상세하게 알 수 있다.
조선왕조 궁중음식은 조선왕조의 몰락과 함께 잊혀져가게 되었고, 근대 이후 급격한 정치, 사회적 변화를 겪으면서 우리 고유의 식문화도 크게 바뀌었으므로 조선시대 궁중에서 차려지던 음식을 국가무형문화재로 지정하여 우리 식문화의 전통을 잇고 있다.

## 종류

수라상

### 평상시
영조실록에는 왕의 식사횟수에 대하여 '대궐에서 왕족의 식사는 예부터 하루 다섯 번이다'라고 했다. 그러나, 영조는 하루에 세번만 상을 받았다. 정조의 어머니 혜경궁 홍씨는 7차례의 음식상을 받은 기록이 원행을묘정리의궤에 기록되어 있기도 하다. 궁중에서 일상식은 초조반상, 아침과 저녁의 수라상, 점심의 낮것상의 네 차례 식사로 나뉘며, 야참이 포함되기도 한다. 아침과 저녁의 수라상은 12가지 반찬이 올라가는 12첩 반상 차림으로, 대원반과 곁반, 모반의 3상으로 구성되어 있다.

#### 수라상
수라상에는 백반과 홍반(팥물반)의 밥과 12가지 찬, 그리고 국, 찜, 조치, 김치, 장류가 큰 둥근 상에 올라갔다. 그 옆에는 불을 쓰는 전골상을 차린다.
1. 오이송송이
2. 젓국지
3. 동치미
4. 젓갈
5. 조리개
6. 나물
7. 생채
8. 찜
9. 마른찬
10. 장과
11. 편육
12. 찬구이
13. 전유화
14. 젓국 조치
15. 토구
16. 장
17. 초장
18. 초고추장
19. 토장 조치
20. 흰수라
21. 곽탕
22. 채소
23. 고기
24. 장국
25. 달걀
26. 전골
27. 쟁반·차수:
28. 공접시
29. 공기
30. 수란
31. 회
32. 더운구이
33. 홍반
34. 곰탕

#### 초조반상
7시 이전의 이른 아침에 먹는 초조반상은 탕약을 들지 않는 날에 올렸기 때문에 보양이 되는 미음이나 응이, 죽과 같은 유동식과 함께 마른 찬을 차렸다. 죽으로는 흰죽, 잣죽, 타락죽, 깨죽, 흑임자죽, 행인죽 등을 올렸고, 미음으로는 차조와 인삼, 대추, 황률을 고아 만든 차조미음과 찹쌀과 마른 해삼, 홍합, 우둔고기로 만든 삼합미음을 올렸다. 응이는 율무, 갈분, 녹말, 오미자 등으로 만들어 올렸다. 초조반상은 죽이나 미음을 담은 합과 함께, 어포나 육포, 자반, 북어보푸라기로 된 두세 가지 마른 찬, 나박김치나 동치미 같은 두 세가지 국물김치와 소금이나 새우젓으로 간을 한 맑은 조치를 찬품으로 올렸다. 여기에 죽의 간을 맞출 소금, 꿀, 청장 등을 종지에 담고, 덜어먹을 빈 그릇도 놓았다.

#### 낮것상
낮것상은 간단한 미음과 죽을 차렸으며 손님이 올 경우 면상을 차려 국수장국을 대접하였다. 낮것상은 상이 넓은 이유는 왕(태자)를 위하여 여러 가지 음식이 있으므로 넓은 것이다. 궁중 요리에서는 왕(태자)이나 왕비 등이 식사를 하기 전, 기미 상궁이 기미를 한다. 기미란 왕(태자)이 먹기 전에 먼저 맛을 보는 것이다. 기미를 하는 이유는 다음과 같다. 음식에 독이나 다른 좋지 않은 것이 들어있는 경우, 기미를 해서 왕(태자)이 먹기 전에 미리 알 수 있다.

### 연회시
3일간 잔치가 진행되는 연회 때에는 미수상(술안주상), 다소반과상, 진어상 등의 음식이 차려졌다.

## 궁중음식의 전수
조선이 일제강점기에 들어서자 궁중에서 먹던 요리는 민간으로 전수되었다. 궁내부 주임관 및 전선사장으로 있었던 안순환은 이금의 음식과 각종 연회의 요리를 만들었었는데, 대한제국이 망할 지경에 이르자 1909년 세종로에 명월관이라는 요릿집을 차렸다. 명월관은 대한제국의 고관과 친일파 인물들이 출입하였다. 1918년 명월관이 화재로 소실되자 안순환은 민족 대표 33인의 독립선언식으로 유명해진 태화관을 개점하였다. 당시 의친왕과 민병석, 박영효의 자제, 그리고 이완용과 송병준의 자제들이 출입하였다. 일제의 압력으로 태화관을 폐점한 안순환은 남대문 1가 조흥은행 본점 자리에 식도원이라는 음식점을 새로 내었고 동경 유학생, 문인, 언론인들을 상대로 장사를 하였다. 이 때 번영로, 이광수, 김억, 김동인, 이상범, 노수현 등이 드나들었다. 임금님만이 먹을 수 있었던 음식이 조선왕조의 몰락으로 특권을 가진 일반인들이 먹을 수 있게 되었다.
대중화된 궁중음식은 1960년대까지 창덕궁 낙선재에 거주하였을 때 생존한 왕족과 궁녀들의 구전, 주방 상궁, 대령숙수들이 전해준 것들이다. 4명의 궁중내인이 그 때까지 남아있었는데, 그 중 한희순은 어려서부터 주방에서 일하던 상궁이었다. 1970년 '조선왕조 궁중음식'을 국가무형문화재 제38호로 지정하고 사단법인 궁중음식연구원 전수관으로 지정하였다. 한희순이 1대 보유자로 지정되었으며 그 제자 황혜성이 2대 기능보유자가 되었다. 한복려는 황혜성의 딸로 기능을 전수받았다.

## 일상식
- 초조반(初朝飯)
- 수라상(水刺床)
  - 조반(朝飯)
  - 석반(夕飯)
- 낮것상
- 야참

## 참고 자료
- 조선왕조 궁중음식 - 국가유산청 국가유산포털